# Walf FM
Walf FM ou Walfadjiri FM est une station de radio commerciale privée sénégalaise, du groupe Walf, diffusée en français et wolof sur la bande FM depuis 1997. En septembre 2017, elle est la cinquième radio la plus écoutée du Sénégal, selon un sondage Africascope.

## Histoire
La radio est lancée en 1997 à partir d’un projet élaboré par Sidy Lamine Niasse, Mame Less Camara,  Reine Marie Faye, et Abdoulaye Lam. Elle est alors basée au quartier Sacré-Cœur dans la commune d’arrondissement de Dakar, Mermoz-Sacré-Cœur.

## Émissions
La grille des programmes revue annuellement est basée sur l’information, la religion, le divertissement avec des émissions interactives.

## Diffusion
La radio dispose d'une couverture FM dans les plus grandes villes sénégalaises.